# Ca’ Favretto

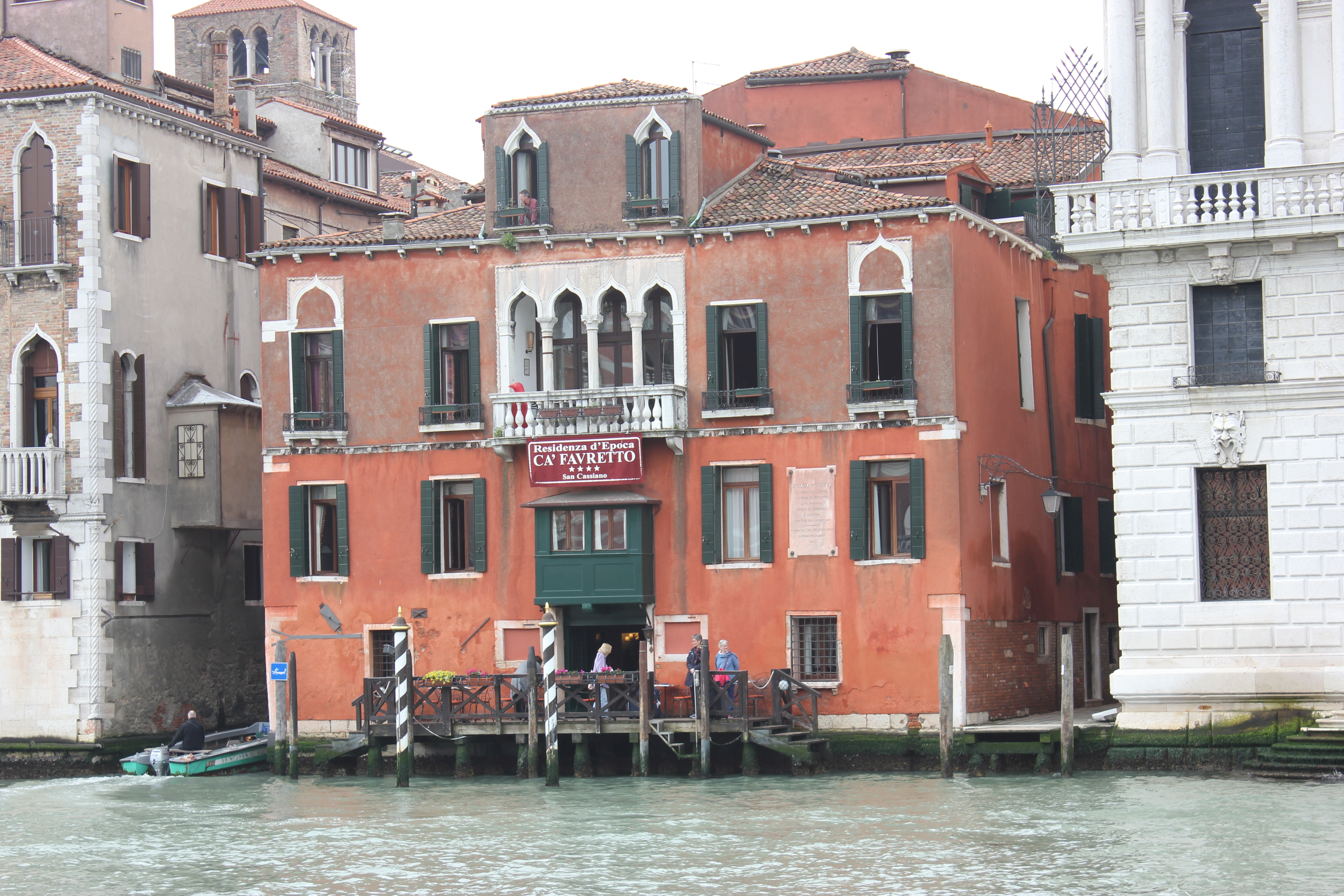
Ca’ Favretto, Fassade zum Canal Grande

Ca’ Favretto, auch Palazzo Bragadin Favretto, ist ein Palast in Venedig in der italienischen Region Venetien. Er liegt im Sestiere Santa Croce mit Blick zum Canal Grande neben dem Ca’ Corner della Regina.

## Geschichte
Das Ca’ Favretto ist einer der Paläste der Familie Bragadin, einer der 24 „alten“ Familien Venedigs, die die Stadt 725 gründeten. Deren bekanntestes Mitglied war Marcantonio Bragadin, der im 15. Jahrhundert Zypern für die Venezianer eroberte.
Der gotische Palast stammt aus dem 14. Jahrhundert und wurde anstelle eines älteren, byzantinischen Gebäudes errichtet. Er wurde später mehrfach umgebaut. Im 19. Jahrhundert lebte dort der Maler Giacomo Favretto (1849–1887). Heute ist dort das Hotel San Cassiano untergebracht.

## Beschreibung
Die Fassade des dreistöckigen Gebäudes ist verputzt und orangerot gestrichen. Das Erdgeschoss hat ein rechteckiges Portal zum Wasser, flankiert von zwei rechteckigen Rahmen in istrischem Kalkstein und zwei ebensolchen Einzelfenstern.
Im ersten Hauptgeschoss ist direkt über dem Portal eine Loggia aus grün lackiertem Holz mit zwei kleinen, rechteckigen Fenstern angebracht. Flankiert wird sie von zwei Paaren rechteckiger Fenster mit grünen Fensterläden. Zwischen den beiden Fenstern auf der rechten Seite sitzt eine Marmortafel, die an den Maler erinnert, der dem Haus seinen Namen gab.
Im zweiten Obergeschoss zieht in der Mitte ein großartiges Vierfach-Kielbogenfenster mit vorspringendem, mit Balustern versehenen Balkon die Blicke auf sich. Balkon und rechteckige Fensterumrahmung sind in istrischem Kalkstein gehalten. Auf beiden Seiten des Vierfachfensters gibt es wiederum zwei Paare rechteckiger Fenster. Über den beiden äußeren Fenstern sind kielbogenförmige Verzierungen in istrischem Kalkstein angebracht.
Auf dem Dach, über der gezahnten Dachtraufe, sitzt in der Mitte eine große Dachgaube mit zwei einzelnen Kielbogenfenstern, gerahmt in istrischem Kalkstein und versehen mit grünen Fensterläden.